# Rıdvan Şimşek
Rıdvan Şimşek, né le 17 janvier 1991 à İzmir (Turquie), est un footballeur turc qui évolue au poste de latéral droit à l'Altay SK.
Rıdvan a été transféré en juin 2009 au Beşiktaş et a signé un contrat de trois ans. Le Karşıyaka SK sera payé 1 250 000 euros contre son joueur.

## Biographie
Rıdvan a commencé sa carrière de footballeur au Karşıyaka SK. Il a été accepté en équipe première du club d'Izmir la saison passée. Il a joué 27 matchs donc un seul en tant que remplaçant. Après une bonne saison, il se retrouve dans l'équipe de Turquie des moins de 18 ans (de) et des moins de 19 ans (en). Il avait un contrat jusqu'en 2011 avec le Karşıyaka SK.
À la suite de la sollicitation de Mustafa Denizli le club de Beşiktaş a fait signer un contrat de trois ans à Rıdvan en payant au total 1 250 000 millions de lires turques au club d'Izmir.

## Palmarès

### En club
- Beşiktaş JK
  - Vainqueur de la Coupe de Turquie en 2011

### Distinction personnelle
- Élu espoir de la saison de 1. Lig (D2) en 2009 (avec le Karşıyaka SK)